# ميشيل جيرو
ميشيل جيرو (بالفرنسية: Michel Giraud)‏ هو سياسي فرنسي، ولد في 14 يوليو 1929 في فرنسا، وتوفي في 27 أكتوبر 2011 في فرنسا. حزبياً، نشط في الاتحاد من أجل حركة شعبية والتجمع من أجل الجمهورية واتحاد الديمقراطيين من أجل الجمهورية.

## مناصب
- انتخب نائب فرنسي عن دائرة Val-de-Marne's 6th constituency [الإنجليزية]‏ خلال فترته النيابية  [لغات أخرى]‏ (25 يونيو 1995 – 21 أبريل 1997).
- انتخب نائب فرنسي عن دائرة Val-de-Marne's 6th constituency [الإنجليزية]‏ خلال فترته النيابية  [لغات أخرى]‏ (12 يونيو 1997 – 18 يونيو 2002).
- انتخب نائب فرنسي عن دائرة Val-de-Marne's 5th constituency [الإنجليزية]‏ خلال فترته النيابية  [لغات أخرى]‏ (2 أبريل 1993 – 1 مايو 1993).
- انتخب عضو المجلس العام  [لغات أخرى]‏.
- انتخب عضو مجلس الشيوخ الفرنسي.
- انتخب عضو مجلس جهوي.
- انتخب رئيس بلدية [الإنجليزية]‏ Le Perreux-sur-Marne [الإنجليزية]‏ (26 مارس 1971 – 14 أبريل 1992).
- انتخب نائب فرنسي عن دائرة Val-de-Marne's 5th constituency [الإنجليزية]‏ خلال فترته النيابية  [لغات أخرى]‏ (23 يونيو 1988 – 1 أبريل 1993).